# Ricarville
Ricarville ist eine Commune déléguée in der französischen Gemeinde Terres-de-Caux mit 313 Einwohnern (Stand: 1. Januar 2022) im Département Seine-Maritime in der Region Normandie.
Die Gemeinde Ricarville wurde am 1. Januar 2017 mit Auzouville-Auberbosc, Bennetot, Bermonville, Fauville-en-Caux, Saint-Pierre-Lavis und Sainte-Marguerite-sur-Fauville zur Commune nouvelle Terres-de-Caux zusammengeschlossen. Sie hat seither den Status einer Commune déléguée. Die Gemeinde Ricarville war Teil des Kantons Saint-Valery-en-Caux.
Der Ort liegt etwa 38 Kilometer nordöstlich von Le Havre.
| Bevölkerungsentwicklung   | Bevölkerungsentwicklung | Bevölkerungsentwicklung | Bevölkerungsentwicklung | Bevölkerungsentwicklung | Bevölkerungsentwicklung | Bevölkerungsentwicklung | Bevölkerungsentwicklung | Bevölkerungsentwicklung |
| ------------------------- | ----------------------- | ----------------------- | ----------------------- | ----------------------- | ----------------------- | ----------------------- | ----------------------- | ----------------------- |
| Jahr                      | 1962                    | 1968                    | 1975                    | 1982                    | 1990                    | 1999                    | 2006                    | 2013                    |
| Einwohner                 | 211                     | 205                     | 170                     | 276                     | 307                     | 306                     | 312                     | 326                     |
| Quelle: Cassini und INSEE |                         |                         |                         |                         |                         |                         |                         |                         |

## Sehenswürdigkeiten
- Kirche Sainte-Croix, ursprünglich aus dem 12./13. Jahrhundert